# Mickaël Gelabale
Mickaël Gelabale (ur. 22 maja 1983 w Pointe-Noire) – pochodzący z Gwadelupy, francuski koszykarz, występujący na pozycji skrzydłowego, olimpijczyk, mistrz Europy z 2013 roku, obecnie zawodnik ES Chalon-Sur-Saone.
W 2007 roku reprezentował Seattle SuperSonics w letniej lidze NBA, natomiast w 2009 – Dallas Mavericks.
9 października 2017 został zawodnikiem ES Chalon-Sur-Saone.

## Osiągnięcia
Stan na 9 października 2017, na podstawie, o ile nie zaznaczono inaczej.

### Drużynowe
- Mistrz:
  - Eurocup (2012)
  - Hiszpanii (2005)
  - Francji (2010, 2015)
- Wicemistrz Rosji (2012)
- Zdobywca pucharu Francji (2016)
- Finalista:
  - pucharu:
    - Hiszpanii (2005)
    - Francji (2017)

  - superpucharu Hiszpanii (2004)

### Indywidualne
- Francuski MVP ligi Pro A (2011)
- MVP finałów ligi francuskiej (2010)
- 3-krotny uczestnik meczu gwiazd francuskiej ligi LNB Pro A (2003, 2009, 2010)[4]
- 2-krotny zwycięzca konkursu wsadów hiszpańskiej ACB (2005, 2006)

### Reprezentacja
- Mistrz:
  - Europy (2013)
  - turnieju London Invitational (2011)[5]
- Wicemistrz Europy (2011)
- Brązowy medalista mistrzostw:
  - Europy (2005, 2015)
  - świata (2014)
- Uczestnik:
  - mistrzostw:
    - świata (2006 – 5. miejsce, 2010 – 13. miejsce, 2014)
    - Europy (2005, 2011, 2013, 2015)

  - igrzysk olimpijskich (2012 – 6. miejsce, 2016 – 6. miejsce)
- Lider Eurobasketu w skuteczności rzutów za 3 punkty (2011 – 63,6%)[6]